# Famille Angibaud
La famille Angibaud, connue autrefois sous le nom d'Angibaud de La Morinière, est une famille subsistante d'ancienne bourgeoisie française, originaire du Marais breton.
Elle compte parmi ses membres les premiers chefs royalistes de la paroisse de Beauvoir-sur-Mer lors du soulèvement des guerres de Vendée.

## Histoire

### Origines
La famille Angibaud est originaire de la paroisse de Challans en Poitou, ou des alentours. Elle laisse son nom à divers lieux-dits du Marais breton, tel que le Fief-Angibaud cité en 1456 parmi les fiefs de la paroisse de Saint-Gervais,.
Guillaume Angibaud ( -1604), notaire de la baronnie de Commequiers-lès-Challans, ajoute à son nom le titre de « sieur de la Morinière » du village de la Morinière à Challans. Son petit-fils Julien Angibaud s'installe à Beauvoir-sur-Mer au début du XVIIe siècle.

### Destin révolutionnaire
En mars 1793, lors du soulèvement des guerres de Vendée, c'est toute la fratrie Angibaud qui prend le parti de la contre-révolution. Le destin familial est tragique : quatre frères et sœurs sont condamnés à mort et leurs biens sont saisis par la République. La demeure de la famille rue Saint-Nicolas à Beauvoir-sur-Mer est pillée puis incendiée par les colonnes infernales. Tous ces événements occasionnent la ruine de la famille,.

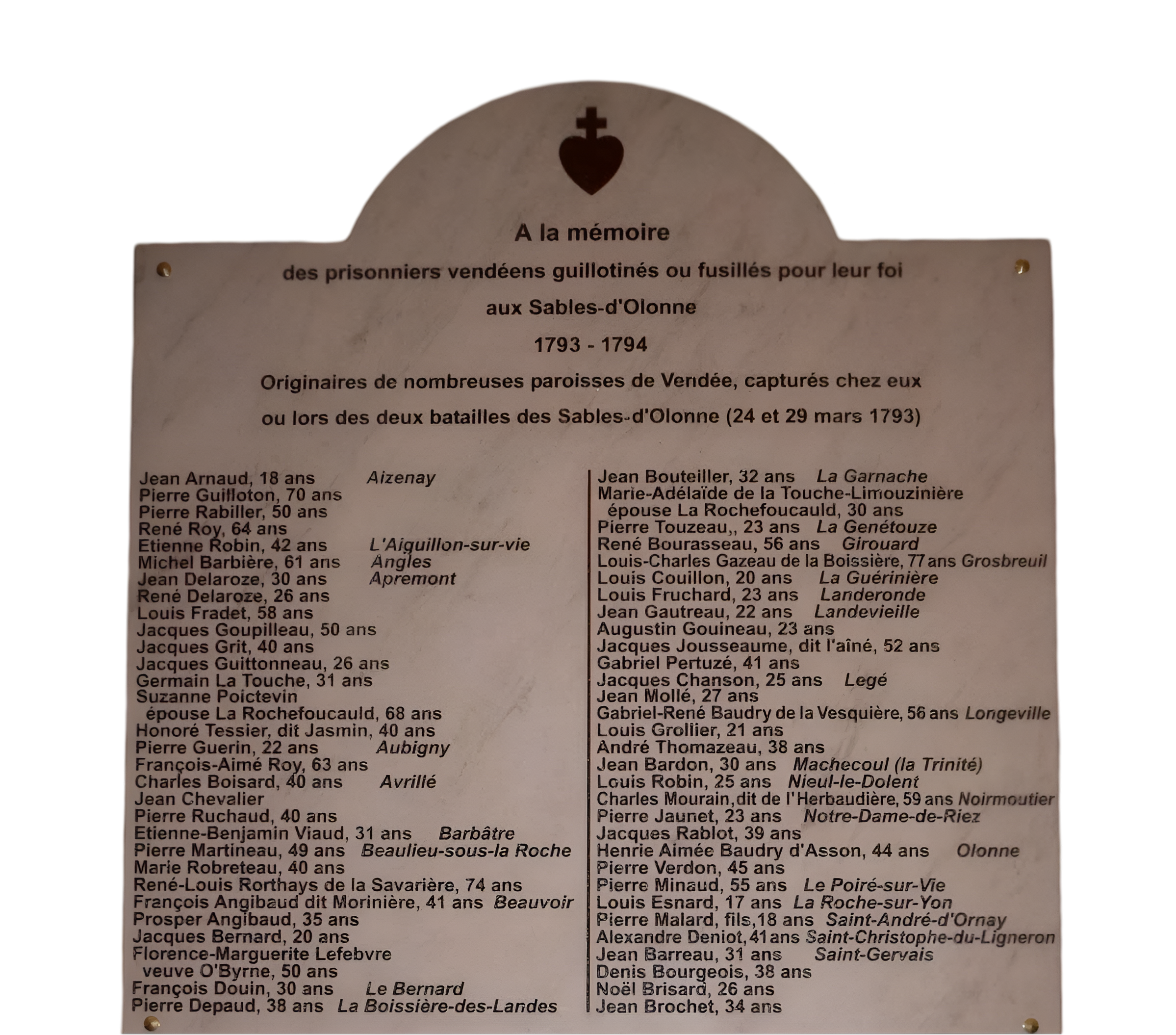
Les noms de François et Prosper Angibaud sur le martyrologe des Sables-d'Olonne

François Angibaud (1753-1793) : sieur de la Morinière, ainé de la fratrie, prend en mars 1793 la tête du soulèvement avec son frère Prosper Angibaud. Comme capitaine de paroisse de Beauvoir-sur-Mer, il « organise l’insurrection localement, rassemble les hommes et réquisitionne armes et denrées »,. Il participe à la bataille de Challans, et est arrêté avec son frère Prosper Angibaud après la bataille de Saint-Gervais. Jugé par le tribunal militaire des Sables-d'Olonne, il est guillotiné le 20 avril 1793,.

Prosper Angibaud (1757-1793), ancien receveur des domaines du roi, alors notaire et juge de Paix du canton de Beauvoir-sur-Mer, est nommé aide de camp du roi en mars 1793 par les comités royalistes de Challans et Machecoul. Arrêté après la bataille de Saint-Gervais, il est jugé par le tribunal militaire des Sables-d'Olonne et guillotiné le 20 avril 1793,,. Son beau-père René-Louis Tardiveau (1732-1812) fut accusé d'avoir donné la lecture de bulles papales lors de rassemblements organisés par les prêtres réfractaires et d'avoir, à la tête de brigands, fait attacher et attaché lui-même des prisonniers. 

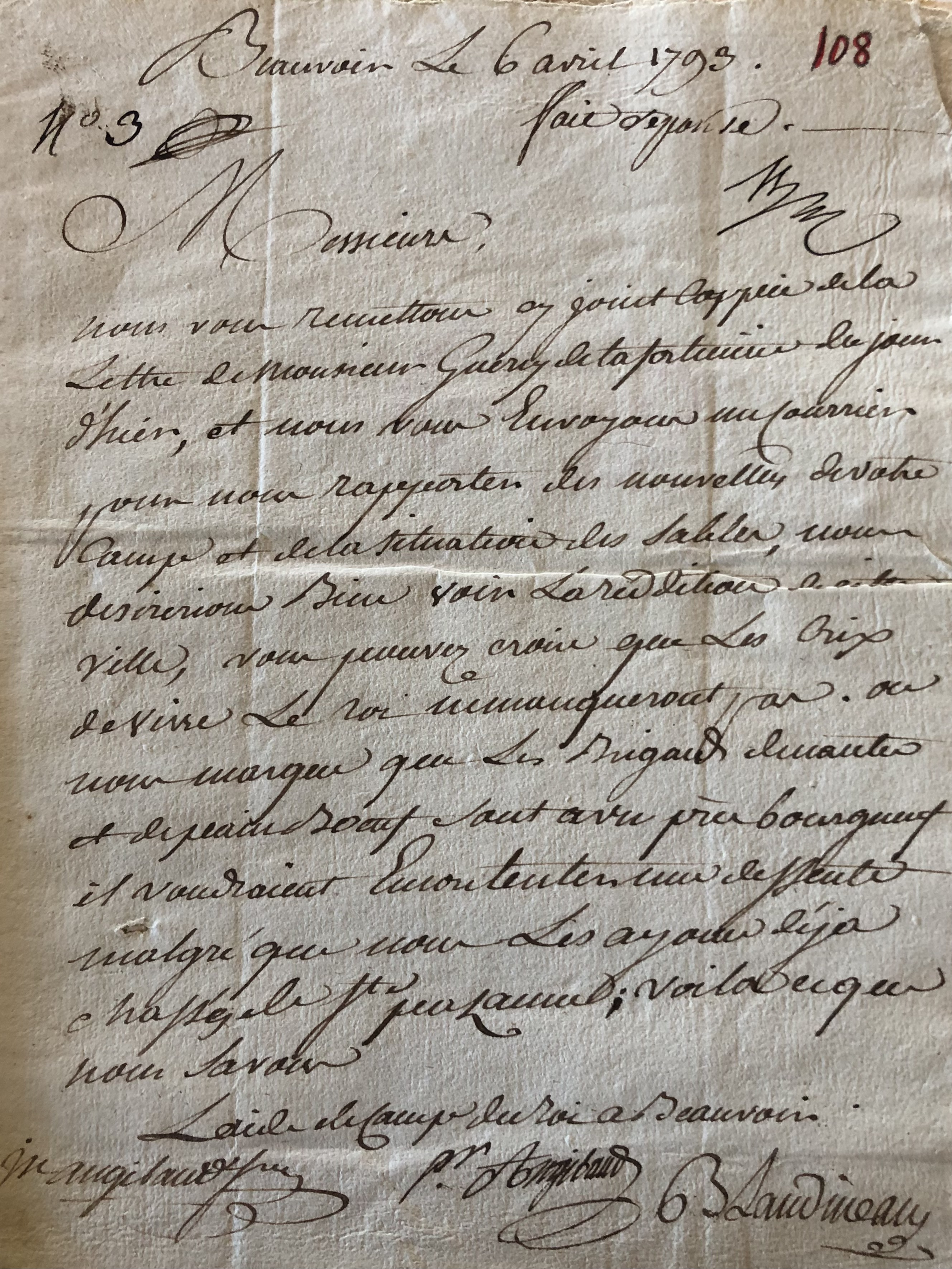
Lettre du 6 avril 1793 signée de Prosper Angibaud aide de camp du roi et de Jean Angibaud son frère.

Jean Marie Angibaud (1760-1812), sieur du Marais, négociant à La Barre-de-Monts, est présent aux côtés de ses frères puis semble se retirer de la lutte après leur mort. Il est le seul de la fratrie à ne pas être inquiété. Marié avec Marie-Renée Chartier, elle décède pendant la guerre civile, « sans que l'on sache le lieu et l'époque »,. Il est agent municipal (maire) de Notre-Dame-de-Monts en l'an IV et V,.
Jeanne Félicité Angibaud (1756-1794) et Marie Sophie Angibaud (1761-1794) : les deux sœurs sont arrêtées et conduites dans la prison de l'île de Noirmoutier avec leur frère André-Gabriel lors de la reprise de Beauvoir-sur-Mer par les colonnes infernales. Accusées de partager les sentiments royalistes de leurs frères guillotinés, d'avoir été les cuisinières des rebelles et d'avoir pillé les patriotes, elles sont condamnées à mort par la commission militaire de Noirmoutier et fusillées au printemps 1794,.
André Gabriel Angibaud (1766-ap1797), frère cadet, est arrêté avec ses sœurs lors de la reprise de Beauvoir-sur-Mer par les colonnes infernales. Accusé de ne pas vouloir démentir des sentiments royalistes « qui semblent être en lui un partage de famille » et d'avoir préféré être le secrétaire du comité royaliste de Beauvoir-sur-Mer plutôt que de rester avec les patriotes. Il est innocenté par la commission militaire de Noirmoutier. Selon ses dires, il aurait été forcé par René de Tinguy pour être secrétaire et se serait réfugié dès le 13 mars aux Sables-d'Olonne avec la compagnie franche,.

## Filiation
- Guillaume Angibaud (vers 1550-1604)
  - Guillaume Angibaud ( - après 1641) épouse Marguerite Tardiveau.
    - Guillaume Angibaud
    - Julien Angibaud épouse Françoise Brisson, puis Françoise de Nonvilliers.
      - Françoise Angibaud (1641-?), elle épouse Louis Dorion. (D'où descendance notamment Louis-François Ripault de la Cathelinière, et Claude-Auguste Nicolas Dorion)
      - Julien Angibaud (1649-1699), sieur de la Morinière et de la Factrie, maître apothicaire. Il épouse Charlotte Plouin en 1672.
        - Julienne Angibaud (1689-1756) épouse Pierre Claude de la Touche Limouzinière, le 28 janvier 1737 à Sallertaine.

      - François Angibaud (1667- ) épouse Marie Dugast le 14 mai 1714 à Beauvoir-sur-Mer.
        - François Angibaud (1715-1771), sieur de la Morinière, capitaine de la cavalerie du bataillon de la garde-côte de Beauvoir-sur-Mer. Il épouse Jeanne-Marguerite Maublanc le 14 février 1752 à Beauvoir-sur-Mer.
          - Guillaume François Jullien Angibaud (1753 à Beauvoir-sur-Mer - 1793 aux Sables-d'Olonne)
          - Anne Marguerite Aimée Angibud (1754 à Beauvoir-sur-Mer- )
          - Jeanne Félicité Dorothée Angibaud (1756 à Beauvoir-sur-Mer - 1794)
          - Marie Sophie Angibaud (1761 à Beauvoir-sur-Mer - 1794)
          - Jacques Victor Prosper Angibaud (1757 à Beauvoir-sur-Mer - 1793 aux Sables-d'Olonne), juge de Paix, notaire, aide de camp du roi durant la guerre de Vendée. Le 3 octobre 1786 à Beauvoir-sur-Mer, il épouse Marie Claire Tardiveau. D'où descendance.
          - Jean Marie Gaspard Angibaud (1760 à Beauvoir-sur-Mer - 1812 à Notre-Dame-de-Monts), propriétaire, agent national, négociant. Le 11 octobre 1784 à Saint-Jean-de-Monts, il épouse Marie Renée Chartier ; puis veuf, il épouse en secondes noces Marie Magdeleine Echardour le 5 juin 1797 à Notre-Dame-de-Monts. D'où descendance.
            - (1) Jean René Angibaud (24 octobre 1785 à Notre-Dame-de-Monts, 11 juin 1842à Noirmoutier-en-l'Ile), marin, préposé des douanes. Il épouse Marie Madeleine Sochard.
              - Louis Théodore Angibaud (8 août 1827 à Noirmoutier-en-l'Ile, 28 mai 1905 à Noirmoutier-en-l'Ile, employé des Douanes. Il épouse Élisabeth Menelec.
                - François Angibaud (21 juin 1855 à Pornic - 21 juin 1911 à Saint-Nazaire), charpentier de navire. Le 14 janvier 1882 à Prinquiau, il épouse Françoise Marie Meignen.
                  - François Eugène Isidore Louis Angibaud (23 mai 1886 à Saint-Nazaire - 18 mars 1915), marin sur le croiseur cuirassier Bouvet, disparu lors de la perte du cuirassé Bouvet, coulé par une mine dans la baie d'Erin Keui (Dardannelles)[15],[16]

                - Jules-Elie Angibaud (1866-1913), qui épouse en 1890 Marie-Ange Cadou, (d'où descendance agnatique contemporaine).

            - (2) François-Désiré Angibaud (1797 à Notre-Dame-de-Monts, 1829). Il épouse Catherine Piberne (d'où descendance contemporaine Caroline Angibaud (1983 aux Sables-d'Olonne), wave-skieuse.)

          - Mathurin Alexandre Angibaud (1762 à Beauvoir-sur-Mer - )
          - Baptiste André Gabriel Angibaud (1766 à Beauvoir-sur-Mer - )

Autre personnalité[réf. nécessaire] : N… Angibaud, chanoine de Notre-Dame de Nantes.

### Alliances
La famille Angibaud s'est alliée aux Tardiveau, Dorion, de La Touche Limouzinière et Maublanc de Bellevie.

## Armes
En 1696, un nommé Angibaud, chanoine de Notre-Dame de Nantes, fait enregistrer les armes de sinople à l'angelot d'argent.

## Hommage
Parmi les descendants de cette famille, le matelot nazairien François Angibaud (1886-1915) disparait lors de la bataille des Dardanelles. En 2015, pour honorer sa mémoire, la Marine nationale décide de nommer « Matelot François Angibaud » la promotion 2015-2016 d'apprentis marins de l'école des matelots,.